# 鹿踊 (宇和島市)
鹿踊（しかおどり、ししおどり）は愛媛県宇和島市周辺で神社の祭礼におこなわれる民俗芸能である。

## 概要
宮城県仙台市周辺の鹿踊・獅子踊と歌詞などの面で類似する部分があるとされており、伊達政宗の長男で初代伊予宇和島藩主伊達秀宗によって仙台からもたらされたと伝わる。その背景には1620年（元和6年）の大坂城改修御手伝い普請をめぐる抗争の歴史があるともいわれている。
毎年10月29日には宇和津彦神社の練り物として行われていて、1974年に宇和島市の無形民俗文化財に指定されている。